# Carlo Crivelli (malarz)

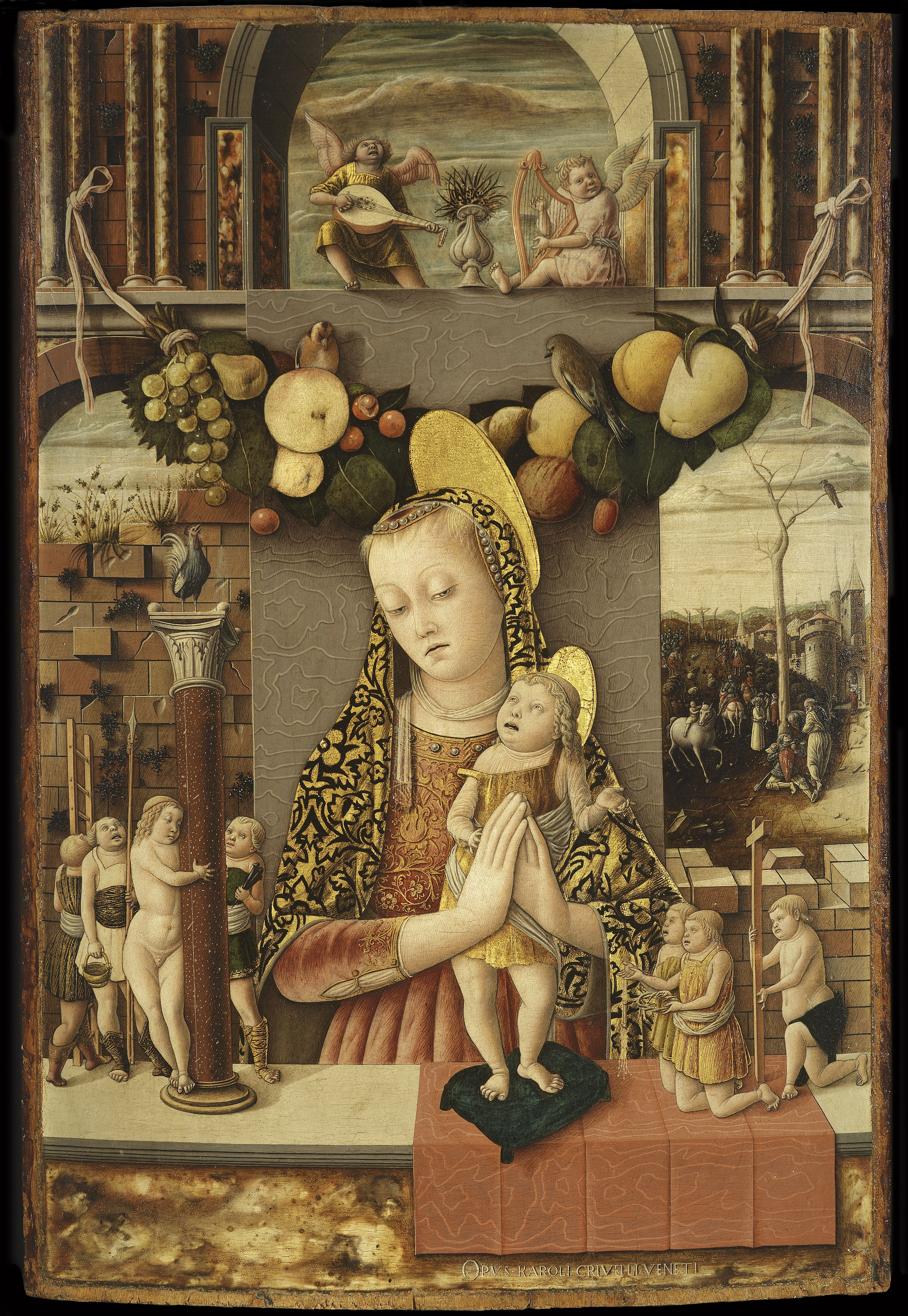
Madonna della Passione, ok. 1457, Werona

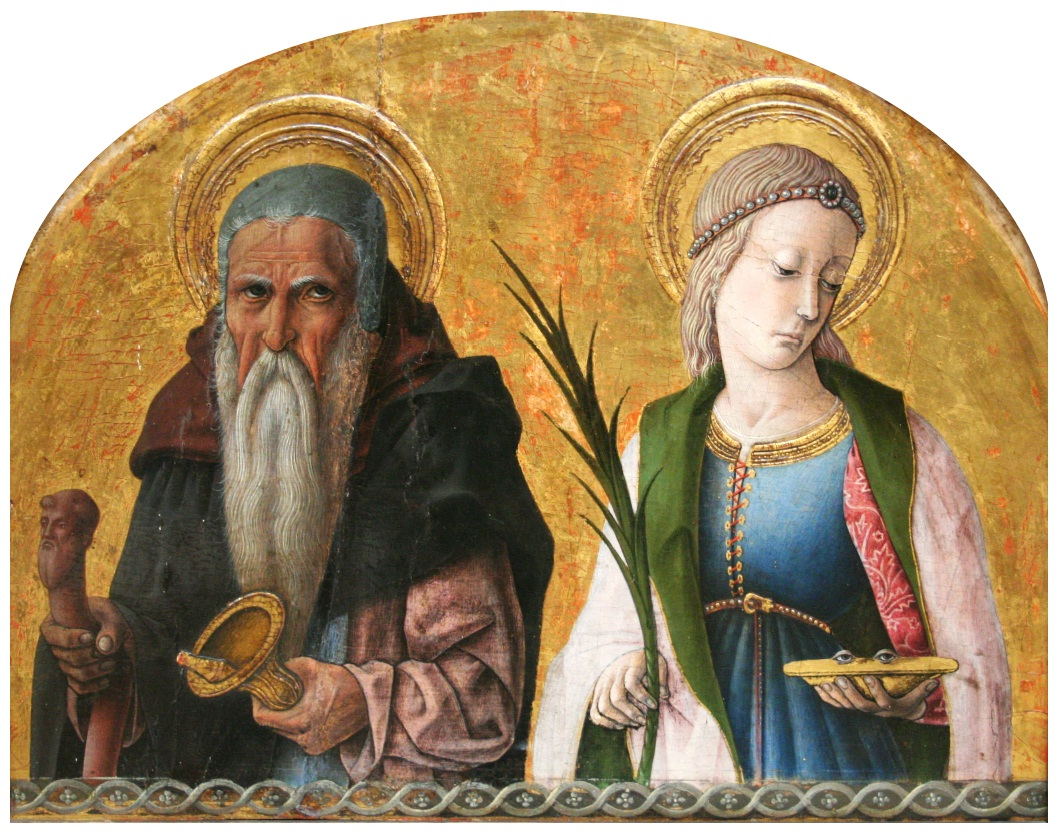
Święci Antoni i Łucja, ok. 1470, Muzeum Książąt Czartoryskich w Krakowie

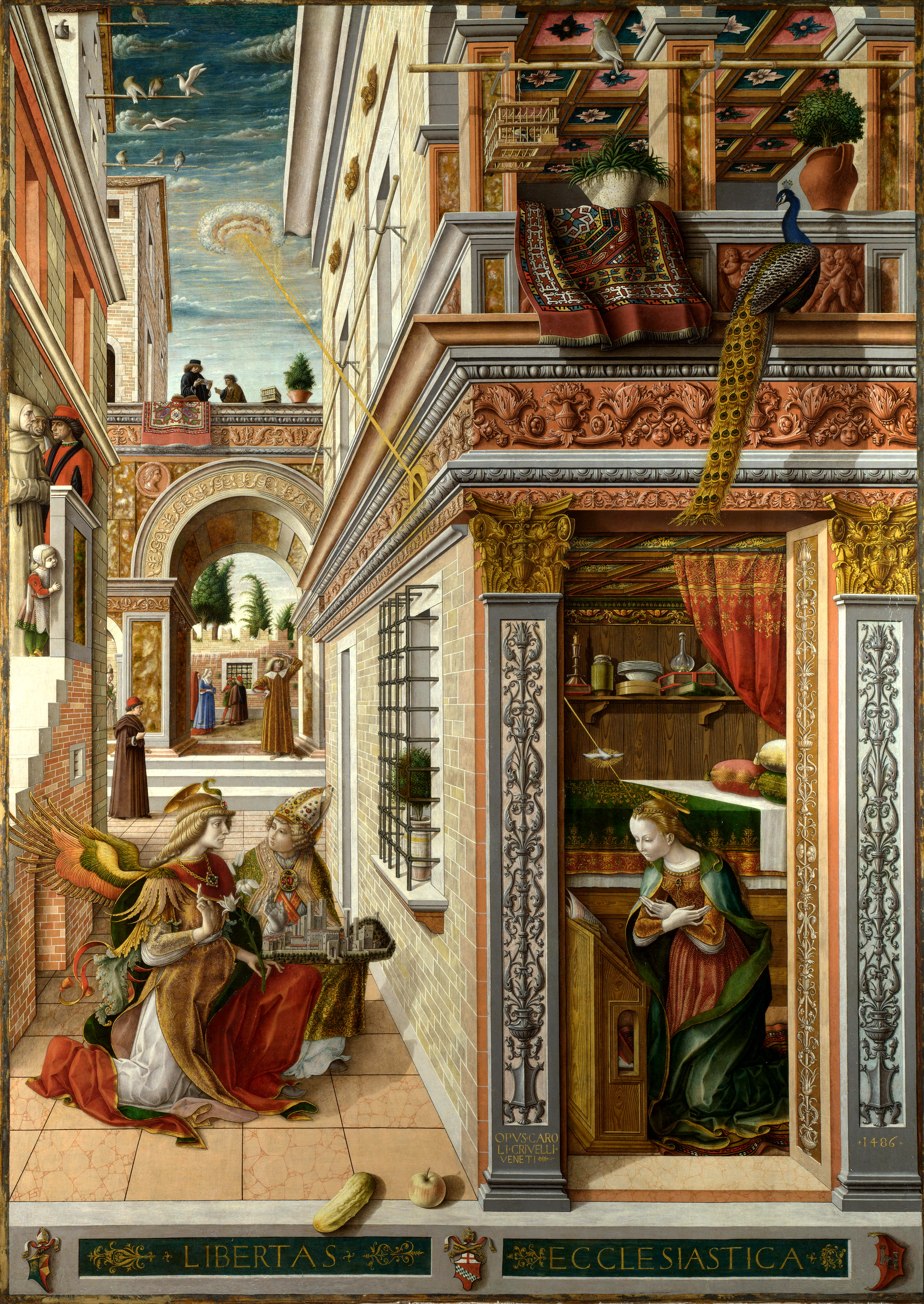
Zwiastowanie ze św. Emidiuszem, 1486, National Gallery w Londynie

Carlo Crivelli (ur. między 1430 a 1435, zm. ok. 1495) – włoski malarz.
Jeden z przedstawicieli renesansu. Malarz tzw. szkoły weneckiej. Tworzył dzieła w Wenecji i w środkowych Włoszech. Malował wyłącznie obrazy religijne: małe przedstawienia Madonny oraz ogromne poliptyki. Artysta, wzorując się na Andrea Mantegni, konsekwentnie stosował perspektywę. Jednym z najbardziej znanych jego obrazów jest Zwiastowanie ze św. Emidiuszem (1486). To pełne dekoracyjności dzieło zostało wykonane dla kościoła Santa Annunziata w Ascoli Piceno.

## Obrazy artysty
- Madonna della Passione – ok. 1457 Civico Museo d'Arte Castelvecchio Werona
- Poliptyk z Porto San Giorgio – 1470 (w rozproszeniu, różne muzea)
  - Madonna Cook – 1470, tempera i złoto na desce, 129 × 54 cm, National Gallery of Art Waszyngton
  - Święci Antoni Opat i Łucja – 1470, Muzeum Czartoryskich, Kraków
- Święta Katarzyna z Aleksandrii, św. Piotr i Maria Magdalena – 1475, panel S. Lucia, Montefiore dell'Aso
- Madonna w koronie – 1475, tempera na desce 107 × 55 cm, Szepmuveseti Muzeum, Budapeszt
- Święty Michał – 1476, tempera na desce 90 × 26 cm, National Gallery w Londynie
- Św. Jakub z Marchii – 1476, tempera i złoto na desce 196 × 61 cm, Luwr
- Pietà Panciatichi – 1485, tempera i złoto na desce 87 × 52 cm, Museum of Fine Arts, Boston
- Ukrzyżowanie – ok. 1485, tempera i złoto na desce 218 × 75 cm. Pinakoteka Brera
- Zwiastowanie ze św. Emidiuszem – 1486, panel przeniesiony na płótno 207 × 146 cm National Gallery w Londynie
- Madonna tronująca i wręczenie kluczy św. Piotrowi – 1488, tempera na desce 191 × 196 cm Gemäldegalerie Berlin
- Poliptyk z Duomo w Camerino – po 1488 (w rozproszeniu)
  - Matka Boska ze świeczką – po 1490, tempera i złoto na desce 218 × 75 cm, Pinakoteka Brera, Mediolan
  - Święci Asnowin i Hieronim – po 1488
- Matka Boska z jaskółką – 1490, tempera na desce 207 × 146 cm, National Gallery w Londynie
- Tronująca Madonna z Dzieciątkiem i świętymi – 1491
- Niepokalane Poczęcie – 1492
- Koronacja Matki Boskiej – 1493
- Krew Chrystusa zbierana przez św. Franciszka – 1490-1500, tempera i złoto na desce 20 × 16 cm, Museo Poldi Pezzoli, Mediolan